# 盛趣遊戯
盛趣遊戯（せいしゅゆうぎ、中国語: 盛趣遊戲、英語：Shengqu Games）は中国の上海に本社を置く、オンラインゲームの開発・運営を行う会社。2019年3月31日、盛大遊戯（せいだいゆうぎ、中国語: 盛大遊戲、英語：Shanda Games、シャンダゲームズ）から改名した。
1999年11月に設立。『熱血伝奇』、『ドラゴンネスト』などの自社開発オンラインゲームの他、日本のオンラインゲーム、ソーシャルゲームの中国でのローカライズも行っている。

## 作品
- 『ドラゴンボールオンライン』
- 『ドラゴンクエストX オンライン』
- 『ファイナルファンタジーXIV』
- 『ヴァルキリーコネクト』
- 『ラブライブ! スクールアイドルフェスティバル』
- 『ラピスリライツ 〜この世界のアイドルは魔法が使える〜』

## 提携企業
- スクウェア・エニックス
- Klab
- エイチーム